# Knittlingen
Knittlingen is een plaats in de Duitse deelstaat Baden-Württemberg, en maakt deel uit van het Enzkreis.
Knittlingen telt 8.068 inwoners.
Knittlingen is een van de vermeende geboorteplaatsen van Johann Faust. Direct naast zijn geboortehuis zit nu in het Altes Rathaus het Faust-Museum. Iedere 2 jaar vindt in het dorp het Fauststadtfest plaats.

## Bron
1. 1 2  (de)  Statistisches Landesamt Baden-Württemberg – Bevölkerung nach Nationalität und Geschlecht am 31. Dezember 2020 (CSV-bestand)

Birkenfeld ·
Eisingen ·
Engelsbrand ·
Friolzheim ·
Heimsheim ·
Illingen ·
Ispringen ·
Kämpfelbach ·
Keltern ·
Kieselbronn ·
Knittlingen ·
Königsbach-Stein ·
Maulbronn ·
Mönsheim ·
Mühlacker ·
Neuenbürg ·
Neuhausen ·
Neulingen ·
Niefern-Öschelbronn ·
Ölbronn-Dürrn ·
Ötisheim ·
Remchingen ·
Sternenfels ·
Straubenhardt ·
Tiefenbronn ·
Wiernsheim ·
Wimsheim ·
Wurmberg